# Criticismo storico
Il criticismo storico, noto anche come critica storica, metodo storico-critico o alto criticismo, è una branca della critica storica che si propone di investigare le origini degli antichi testi di modo da comprendere "il mondo dietro ad essi". Mentre spesso esso viene citato in relazione agli scritti ebraici e cristiani dell'epoca di Gesù, il criticismo storico è stato anche applicato ad altri scritti di natura religiosa e secolare provenienti da altre parti del mondo e da periodi diversi della storia.
L'obbiettivo primario del criticismo storico è quello di scoprire il significato originale o primitivo dei testi nel loro contesto storico e nel loro senso letterale o sensus literalis historicus. L'obbiettivo secondario è quello di stabilire una ricostruzione della situazione storica dell'autore e del pubblico a cui è destinato il testo. Un testo antico è anche un documento, una registrazione o una fonte per ricostruire il passato. Ad esempio nell'interpretazione dell'Antico Testamento, il criticismo storico può essere in grado di interpretare sia la letteratura che la storia di Israele.
Nel XVIII secolo iniziò ad essere utilizzato il termine "alto criticismo" per indicare lo studio critico delle Scritture da parte degli storici in contrasto col "basso criticismo". Nel XX secolo, al termine di "alto criticismo" si preferisce quello di critica testuale.
Il criticismo storico ha avuto inizio nel XVII secolo ed ha preso piede e riconoscimento tra XIX e XX secolo. La prospettiva di una critica storica proveniva già dall'ideologia della riforma protestante coi suoi approcci allo studio della Bibbia ed alla sua interpretazione. Dove le indagini storiche non sono disponibili, il criticismo storico si rivolge all'interpretazione filosofica o teologica. Il criticismo si avvale di alcune sue branche d'indagine: critica delle fonti, critica delle forme, critica della redazione, critica della tradizione, critica del canone e altre metodologie correlate.

## Metodi
I metodi storico-critici sono procedure specifiche utilizzate per esaminare le origini storiche di un testo come ad esempio il tempo e il luogo della sua scrittura; le sue fonti; gli eventi narrati, le date, le persone, i luoghi, gli oggetti, gli usi ed i costumi che sono menzionati o impiegati nel testo.

### Applicazione
L'applicazione del metodo critico-storico negli studi biblici tende ad investigare i libri della Bibbia ebraica come quelli del Nuovo Testamento. I critici storici comparano i testi con altri artefatti testuali contemporanei come ad esempio altri testi scritti dell'epoca. Un esempio è il moderno studio della Bibbia che tende a comprendere l'Apocalisse nel contesto storico del I secolo d.C. identificandone il genere letterario come letteratura apocalittica ebraico-cristiana.
Riguardo ai vangeli, il criticismo storico si è concentrato sul problema sinottico, ovvero la relazione tra i vangeli di Matteo, Marco e Luca. In alcuni casi, come accade per le lettere di San Paolo, il criticismo ha confermato o smentito la tradizione. Il criticismo storico analizza il Nuovo Testamento come un contesto storico vero e proprio: gli scritti in esso contenuti non sono chiari ma piuttosto espressioni della traditio trascritta.
Negli studi classici del XIX secolo il criticismo storico era visto come il "tentativo di riempire la religione antica con significati diretti e rilevanza [...] anziché vederla come una collezione critica di notizie e fonti materiale in ordine cronologico." Per questo, il criticismo storico, biblico, classico, bizantino o medievale che sia, si focalizza sulle fonti dei documenti così da determinare chi ha scritto cosa, quando e dove.
Il criticismo storico è stato applicato anche ad altri scritti religiosi dell'induismo, del buddismo, del confucianesimo e dell'islam.

### Metodologie

Diagramma delle ipotesi documentarie.
include gran parte del Levitico
^{†} include gran parte del Deuteronomio
^{‡}"storia deuteronomica": Giosuè, Giudici, 1 e 2 Samuele, 1 e 2 Re.

Il criticismo storico comprende diverse discipline tra cui critica delle fonti, critica delle forme, critica di redazione, criticismo della tradizione e criticismo radicale.

#### Critica delle fonti
Il criticismo delle fonti è la ricerca delle fonti originali che si nascondono oltre il testo biblico. Essa inizia nel Seicento, col sacerdote francese Richard Simon, e con l'opera di Julius Wellhausen, Prolegomena zur Geschichte Israels (1878), la cui "profonda chiarezza espressiva ha lasciato un marchio indelebile negli studi biblici moderni."

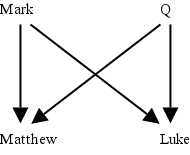
Critica delle fonti: diagramma delle teoria delle due fonti, una spiegazione delle relazioni tra i vangeli di Matteo, Marco e Luca.

#### Critica della forme
Il criticismo divide la Bibbia in sezioni (pericopi, storie), che vengono analizzate e categorizzate per genere (prosa o versi, lettere, leggi, fonti legislative, inni di guerra, poesie, lamenti, ecc.). La critica delle forme teorizza quindi sul Sitz im Leben ("contesto vitale") della pericope, nel quale l'opera venne composta e, in particolare poi, usata. La storia della tradizione è un aspetto specifico della critica delle forme, che tende a tracciare il modo in cui le pericopi sono entrate nel canone biblico, in particolare nella loro transizione da forma orale a forma scritta.

#### Critica della redazione
La critica della redazione studia "la raccolta, la sistemazione, l'edizione e la modifica delle fonti" ed è frequentemente utilizzata per ricostruire i propositi che spingono un autore a redigere un testo.

## Storia
Pionieri del criticismo storico applicato alla Bibbia sono gli studiosi olandesi Erasmo da Rotterdam (1466? – 1536) e Baruch Spinoza (1632–1677).
Quando è applicato alla Bibbia, il metodo storico-critico è distinto dall'approccio tradizionale e devozionale. In particolare, mentre i lettori devoti si concentrano sul messaggio della Bibbia, gli storici ne esaminano i messaggi distinti contenuti all'interno. Guidati da un approccio devozionale, ad esempio, i cristiani spesso combinano resoconti provenienti dai diversi vangeli in un singolo racconto, ma gli storici tendono invece a distinguerli, evidenziandone le differenze e le similitudini.
Il termine "alto criticismo" è divenuto popolare in Europa dalla metà del XVIII secolo sino alla prima metà del XX secolo per descrivere il lavoro di quegli studiosi come Jean Astruc (1684-1766), Johann Salomo Semler (1725–91), Johann Gottfried Eichhorn (1752–1827), Ferdinand Christian Baur (1792–1860) e Julius Wellhausen (1844–1918). Nei circoli accademici attuali, il termine è ormai caduto in disuso preferendogli quello più tecnico di criticismo storico.
Col termine di "alto criticismo" ci si riferiva originariamente alle opere provenienti dagli studiosi tedeschi della Bibbia della scuola di Tubinga. Dopo un lavoro preliminare sul Nuovo Testamento da parte di Friedrich Schleiermacher (1768–1834), la generazione successiva, che includeva studiosi come David Friedrich Strauß (1808–74) e Ludwig Feuerbach (1804–72), analizzarono nella metà del XIX secolo le fonti storiche mediorientali dell'epoca di Gesù alla ricerca di conferme o smentite indipendenti degli eventi narrati. Questi si avvalsero della tradizione illuminista e razionalista di pensatori e filosofi come John Locke (1632–1704), David Hume, Immanuel Kant, Gotthold Lessing, Gottlieb Fichte, G. W. F. Hegel (1770–1831) e del razionalismo francese.
In Inghilterra, questa idea influenzò l'opera di Samuel Taylor Coleridge e, in particolare, quella di George Eliot che tradusse la Vita di Gesù di Strauss nel 1846 e l'Essenza della Cristianità di Feuerbach (1854). Nel 1860, sette teologi anglicani liberali iniziarono il processo di incorporare questo criticismo storico nella dottrina cristiana in Essays and Reviews, causando così un quinquennio di controversie che andarono a confrontarsi direttamente con l'opera L'origine delle specie pubblicata da Charles Darwin. I due autori vennero accusati di eresia e persero il loro lavoro nel 1862, ma nel 1864 vinsero il giudizio in appello. La Vie de Jésus (1863), opera del francese Ernest Renan (1823–1892), continuò nel contempo la tradizione di Strauss e Feuerbach. Nel cattolicesimo, L'Evangile et l'Eglise (1902), opera principale di Alfred Loisy, si contrappose a Essenza del Cristianesimo di Adolf von Harnack (1851–1930) e la La Vie de Jesus di Renan, fece nascere la crisi modernista] (1902–61). Alcuni studiosi, come Rudolf Bultmann (1884–1976) hanno utilizzato il criticismo storico riferito alla Bibbia per demitologizzarla.
Il teologo John Barton ha sottolineato che il termine "metodo storico-critico" comprende due distinzioni non identiche e preferisce invece il termine "criticismo biblico":
Uno studio storico... può essere sia critico che non-critico; e uno studio critico può essere sia storico che non-storico. Questo suggerisce che il termine "metodo storico-critico" sia solo un ibrido da evitare.